# Time 100: Danh sách nhân vật ảnh hưởng nhất trên thế giới năm 2017
Danh sách nhân vật ảnh hưởng nhất trên thế giới năm 2017 là một bản danh sách bình chọn những nhân vật ảnh hưởng đến thế giới trong năm 2017 do tạp chí TIME (Mỹ), công bố vào năm 2017.

## Nhân vật của năm 2017
- Những người phá vỡ im lặng

## Những nhà lãnh đạo và những nhà cách mạng
- Theresa May
- Narendra Modi
- Chuck Schumer
- Donald Trump
- Elizabeth Warren
- Julian Assange
- James Comey
- Kim Jong Un
- Reince Priebus
- Xi Jinping
- Rodrigo Duterte
- Stephen Bannon
- Theo Epstein
- Tom Perez
- Vladimir Putin
- Wang Qishan
- Recep Tayyip Erdogan
- Sandra Day O'Connor
- Pope Francis
- General James Mattis
- King Maha Vajiralongkorn
- Juan Manuel Santos
- Major General Qasem Soleimani
- Melinda Gates

## Những nhà xây dựng và những nhà sáng tạo
- Janet YellenLe
- Bron James
- Daniel Ek
- Bernard J. Tyson
- Evan Spiegel
- George Church
- Jean LiuTom Brady
- James Allison
- Rebekah Mercer
- Jason Blum
- Jeff Bezos
- Vijay Shekhar Sharma
- Margrethe Vestager

## Những người nổi tiếng trong thế giới nghệ thuật và giải trí
- Emma Stone
- Colson Whitehead
- Ed Sheeran
- Alicia Keys
- Ryan Reynolds
- Donald Glover
- Leslie Jones
- Ben Platt
- Ava DuVernay
- Barry Jenkins
- Margot Robbie
- Sarah Paulson
- James Corden
- John Legend
- Alessandro Michele
- Kerry James Marshall
- Demi Lovato

## Những người hùng và những thần tượng
- Simone Biles
- Ashley Graham
- Cindy Sherman
- John Lewis
- Margaret Atwood
- Colin Kaepernick
- Jeanette Vizguerra
- Neymar
- RuPaul
- Raf Simons
- Biram Dah Abeid
- Leila de Lima
- David Adjaye
- Gretchen Carlson
- Fatou Bensouda
- Thelma Aldana
- Fan Bingbing
- Viola Davis
- Raed Saleh
- Cindy Arlette Contreras Bautista

## Những nhà khoa học và những nhà tư tưởng
- Samantha Bee
- Chance the Rapper
- Constance Wu
- Gavin Grimm
- Kirsten Green
- Bob Ferguson
- Ivanka Trump
- Demis Hassabis
- Barbara Lynch
- Hamdi Ulukaya
- Jared Kushner
- Celina Turchi
- Jordan Peele
- Glenda Gray
- Yuriko Koike
- ơConor McGregor
- Riz Ahmed
- Guus Velders
- Tamika Mallory
- Bob Bland
- Carmen Perez
- Linda Sarsour
- Natalie Batalha
- Guillem Anglada-Escudé
- Michaël Gillon